# Godfashion
Godfashion was een jeugdkerk in de Nederlandse stad Zwolle. Op haar hoogtepunt trok zij 2400 bezoekers per bijeenkomst, ze was daarmee de grootste in Nederland. Godfashion bestond van 2002 tot 2007.
De jongerenkerk Godfashion werd in 2002 gestart door Rob Kuijpers, William en Elma Lievers, Philip Troost en Theodoor Meedendorp. Rond dat moment ontstonden in heel Nederland nieuwe jeugdkerken, geïnspireerd door het voorbeeld van jeugdkerk Enter The Fish in Hellevoetsluis. De naam Godfashion is gebaseerd op een tekst uit de brief van Paulus aan de Galaten waar staat: 'U allen die door de doop één met Christus geworden bent, hebt u met Christus omkleed' (Galaten 3:27). De bedenker van deze naam was William Lievers.
Godfashion trok in het begin enkele honderden jongeren. Na drie bijeenkomsten werd er verhuisd naar de WRZV-hallen om alle belangstellenden te kunnen bergen. De bijeenkomsten trokken vooral veel jongeren van gereformeerden huize, en in deze kerken ontstond een discussie tussen voor- en tegenstanders van Godfashion. Tegenstanders stelden dat Godfashion - en andere jeugdkerken - jongeren juist uit de kerk trokken, terwijl voorstanders veelal van mening waren dat jongeren juist naar Godfashion gingen omdat ze iets misten in de kerk.
Omstreeks 2004 waren er de meeste bezoekers, namelijk zo'n 2400. Daarna ging het bezoekersaantal schommelen tussen de 1000 en 1500 jongeren per keer. Eind 2006 waren er in de regio meerdere jeugdkerken en verloor Godfashion zijn regionale functie steeds meer. De vieringen trokken nog tussen de 200 tot 300 jongeren. Parallel daaraan liep het aantal vrijwillige medewerkers terug: van maximaal 120, tot ongeveer 30 omstreeks het einde. De meeste medewerkers kregen taken en verantwoordelijkheden in de kerken waar zij al lid waren.
Twee verklaringen die Godfashion zelf gaf voor de forse terugloop, waren ten eerste het feit dat de gevestigde kerken zich inmiddels veel meer op jongeren waren gaan richten, en ten tweede dat de oorspronkelijke doelgroep was verouderd.